# Ájatana
Az ájatana (páli; szanszkrit) buddhista fogalom, amelynek magyar fordításai érzéktartomány,észlelési tartomány, érzékszerv alapja.
A buddhizmusban hat belső (páli: addzshattikáni ájatanáni - "szervek", "kapuk", "ajtók", "erők", "gyökerek") és hat külső (báhiráni ájatanáni - "érzékelés tárgyai") érzékelési alapot különböztetnek meg. Tehát hat pár (szerv-tárgy) észlelési alapot különböztetnek meg:
- a szem és a látható dolgok
- a fül és a hangok
- az orr és a szagok, illatok
- a nyelv és az ízek
- a test és az érintés
- a tudat és a mentális tárgyak.

A buddhizmus és más indiai episztemológiák hat "érzékszervet" különböztetnek meg, a Nyugaton elterjedt öttel szemben. A buddhizmusban a "tudat" egy belső érzékszerv, amely kapcsolatba lép  a mentális tárgyakkal: érzékszervi kapcsolódások, érzések, észlelés és akarat.
A sadájatana mind a hat érzékszervet és azok érzékelését jelenti a függő keletkezés tizenkét oksági láncszemével (nidána) kapcsolatban.

## A páli kánonban
A négy nemes igazságban szerint a szenvedés (páli, szanszkrit: dukkha) a sóvárgás (páli: tanha; szanszkrit: trisna).  A függő keletkezés oksági láncolatában Buddha az érzékelést nevezi a sóvárgás okának, amely a kapcsolatból (szparsa) ered (lásd a 2. ábrán).  Tehát a sóvárgástól és a szenvedéstől való megszabaduláshoz alaposan meg kell ismerni az érzéktartományokat.

### Érzékelési mezők
A páli kánonban több száz szövegben szerepelnek az érzékelési mezők. A beszédekben különböző szövegkörnyezetben szerepelnek:
- a hatok (Pali: csakka):
az érzékelési alapokat két hatos csoportra vannak osztva: hat érzékszerv (vagy belső alapok) és tárgyak (vagy külső alapok). A hat párból különböző mentális tényezők keletkeznek. Így például, amikor jelen vagy egy fül és egy hang, akkor az ezzel kapcsolatos tudatosság (páli: vidnyána) lép fel. A három elem együtt állása (dhátu) eredményezi az ún. "kapcsolatot" (szparsa), amely után kialakul a kellemes, kellemetlen vagy semleges érzés vagy érzékelés (vedaná).  A "sóvárgás" (tanha) ezekből az érzésekből keletkezik (lásd 1. ábra).  Ehhez hasonló a "A hatok hat csoportja " beszéd (Chachakka Sutta, MN 148), ahol a "hatok hat csoportját" (szem-alap, fül-alap, orr-alap, nyelv-alap, test-alap és elme-alap) vizsgálják és végül üresnek találják.[11]
- "a minden" (páli: szabba):
Az "A minden" (SN 35.23) című beszédben Buddha azt állítja, hogy a "minden" a hatok hat csoportját jelenti.[12]
- a tizenkét nidána (páli, szanszkrit: nidána):
Ahogy az az alábbi kapcsolódó buddhista koncepciókban és a 2. ábrán, az érzékelési alapok fontos kapcsot jelentenek az újjászületések végtelen körforgásában, azaz a tizenkét nidánában, amelyet a létkerék (szanszkrit.: bhavacsakra) ábrázol.[13]

### "Lángoló vágy, gyűlölet és csalódás"
Az "A viperák" beszédben (Aszivisza-szutta, SN 35.197) Buddha egy "üres faluhoz" hasonlítja a belső érzékelési alapokat és a "falut fosztogató banditákhoz" a külső érzékelési alapokat. Ezzel a metaforával Buddha bemutatja, hogyan támadják az "üres" érzékszerveket a "kellemes és kellemetlen" érzékelési tárgyak.
Ugyanebben a gyűjteményben máshol (SN 35.191), "A tiszteletreméltó Kotthitának szóló beszéd"-ben Buddha egyik legfőbb tanítványa Száriputta világossá teszi, hogy az érzékszervvel és tárgyával kapcsolatos valóságos szenvedés nem a belső természetükből, jellegükből fakad, hanem a "béklyókból" (itt az jelenti, hogy "vágy és vágyakozás"), amely az érzékszerv és a tárgya kapcsolatából fakad.
Buddha megvilágosodása után tartott "Tűzbeszédében" (Adittaparijája-szutta, SN 35.28) elmagyarázza az érzéktartományokat és az azzal kapcsolatos mentális folyamatokat:
"– Szerzetesek, már minden ég! És mi az a minden? Ég a szem, égnek a színek, ég a látvány tudati felfogása, ég a látás folyamata, ég a látási folyamatból származva keletkező érzet, akár kellemes, akár szenvedésteli, akár közömbös. És mitől ég? Én azt állítom, hogy a szenvedély tüzétől, a harag tüzétől és a tompaság tüzétől ég; a születéstől, öregségtől, haláltól, bánattól, siránkozástól, szenvedéstől, borútól és bajtól ég."

### A szenvedés tüzének kioltása
Buddha azt tanította a hagyományok szerint, hogy ahhoz, hogy valaki megmeneküljön az érzék alapok veszélyei elől, meg kell tanulni megérteni azokat szennyeződésektől mentesen. A "Béklyók levedlése" (SN 35.54) példabeszédben Buddha szerint akkor szabadulhat meg valaki a béklyóktól, ha az érzék alapokat, a tárgyakat, a tudatosság-alapot és az észleléseket állandótlannak" (páli: aniccsa) látja. Ehhez hasonlóan, a "Bilincsektől való megszabadulás" (SN 35.55) beszédben Buddha azt mondja, hogy úgy lehet megszabadulni a béklyóktól, hogy a korábban említett öt hatos csoportra "nem-énként" (anatta) tekint.

## Külső hivatkozások
- www.a-buddha-ujja.hu - Páli szutták magyar nyelven
- "Salayatana Vagga a Szamjutta-nikája gyűjteményből, angolul - www.accesstoinsight.org